# Erwin Mehl
Erwin Mehl (* 28. März 1890 in Klosterneuburg, Österreich; † 28. Dezember 1984 ebenda) war ein österreichischer Sportwissenschaftler.

## Leben

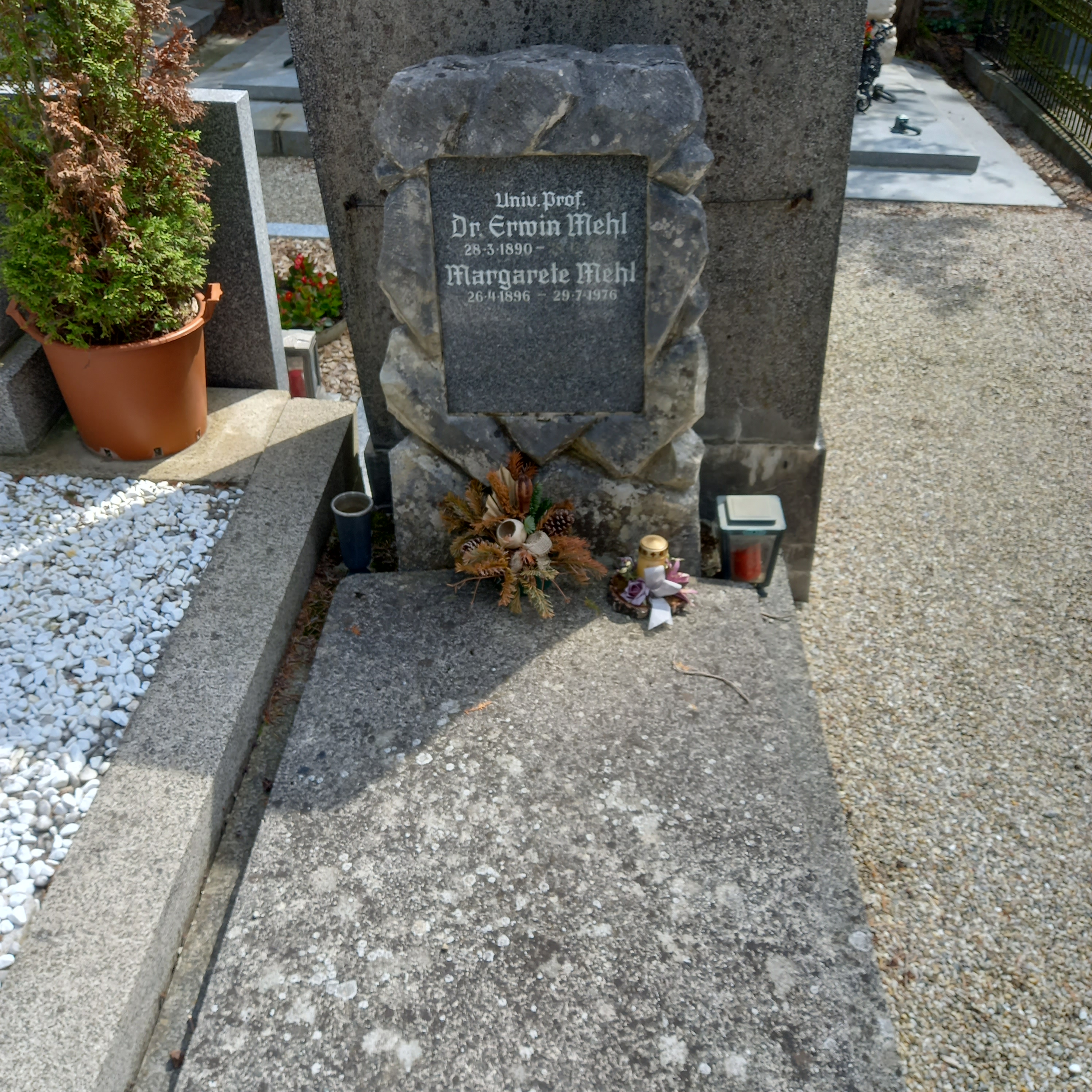
Das Grab von Erwin Mehl und seiner Ehefrau Margarete geborene Regele auf dem Weidlinger Friedhof in Klosterneuburg

Der Vater von Erwin Mehl, Gustav Mehl (1865–1934), war Buchhalter und österreichischer Staatsmeister im Wasserspringen, seine Mutter Barbara, geb. Pflanzer (1867–1942), war Hausfrau. Mehl absolvierte das Gymnasium in der Klostergasse in Wien-Währing, da es zu dieser Zeit in Klosterneuburg noch kein Gymnasium gab. Von 1908 bis 1913 studierte Mehl an der Universität in Wien vergleichende Sprachwissenschaften, klassische Philologie und Altertumskunde, Germanistik und Philosophie. 1910 legte er die Lehramtsprüfung am Fach Turnen ab. 1913 promovierte Mehl zum Dr. Phil mit einer Arbeit über den römischen Philosophen Lukretz und legte er die Lehramtsprüfungen für die Fächer Latein, Griechisch und Deutsch ab. Im Ersten Weltkrieg war Mehl an mehreren Kriegsschauplätzen eingesetzt, unter anderem in Galizien, an der Isonzofront, wo er durch eine Granate schwer verletzt wurde, und in Rumänien. 1923 heiratet Mehl Margarete Regele (1896–1976), welche aus der Wiener Klavierfabrikantenfamilie Streicher stammte. Aus der Ehe gingen drei Kinder hervor. Mehl starb am 28. Dezember 1984 in Klosterneuburg-Weidling bei Wien.

## Lehrtätigkeit
Unmittelbar nach dem Abschluss seiner Studien unterrichtet Mehl, unterbrochen von seinem Einsatz im Ersten Weltkrieg, am Franz-Josef-Gymnasium in Wien 1 (heute: Gymnasium Stubenbastei). Parallel dazu erhielt er 1919 bereits einen Lehrauftrag für Leichtathletik an der Universität Wien und hielt immer wieder Vortrage über die Bedeutung, die Geschichte und Persönlichkeiten des Sports. 1922 wurde Mehl an der Universität Lektor für die Geschichte und Theorie der Leibesübungen und mit der Leitung der Universitätsturnanstalt betraut. Ab 1926 richtete Mehl am Institut für Turnlehrerausbildung ein „turngeschichtliches Seminar“ ein. In den 1930er Jahren war Mehl einer von vier Lehrbeauftragten am Institut für Turnlehrerausbildung der Universität Wien. 1940 bis 1943 führte er in seiner Funktion als stellvertretender Leiter das Institut, da der damaligen Leiter des Instituts, Direktor Schindl, einrückungsbedingt abwesend war. 1943 wurde über Betreiben des Reichserziehungsministeriums in Berlin Erich Klinge mit der Institutsleitung beauftragt und Mehl entmachtet, was zu einer schweren Auseinandersetzung zwischen der Universität Wien und dem Reichserziehungsministerium in Berlin führte.
Das berufsbiographische Ziel Mehls, eine Professur für Leibeserziehung zu etablieren, zieht sich durch seine gesamte akademische Laufbahn. Mit der „Machtergreifung“ der Nationalsozialisten sah Mehl seine große Chance zur Erlangung einer Professur für Leibeserziehung gekommen. Bereits im Oktober 1938 bewirbt Mehl eine Lehrkanzel für Theorie und Geschichte der Leibesübung, in dessen Begründung er die Vorteile der Leibeserziehung für die herrschende Politik und Partei anpreist. Sein Ansuchen wird von der Fakultätsleitung der Universität Wien befürwortet, jedoch vom Reichserziehungsministerium in Berlin aus Kostengründen abgelehnt. Ende 1940 / Anfang 1941 habilitiert sich Mehl als erster Österreicher im Bereich Sportwissenschaften. Erst nach persönlicher Intervention in Berlin wurde ihm der volle von ihm angestrebte Umfang der Lehrbefugnis zugestanden. Worin die Schwierigkeiten, welche Mehl bei der Erlangung einer Professur mit dem Reichserziehungsministerium hatte, begründet sind, lässt sich nicht mehr klären. Mehl selbst hatte sich systemkonform verhalten und war zum 1. Juni 1940 der NSDAP beigetreten (Mitgliedsnummer 7.676.154). Andererseits war Mehl zeitlebens Wissenschaftler und, obwohl ideologisch dem Nationalsozialisten nicht abgetan, nie ein parteipolitisch geleiteter Mensch, sondern ordnete sein Handeln dem Primat der Wissenschaft unter. Ob bei den Konflikten mit Berlin auch eine kritische Rezension eines von Krümmel aus dem Reichserziehungsministerium verfassten Buches eine Rolle gespielt hat, ist in den Bereich der Spekulation einzuordnen. Mit seiner Habilitation konnte er die Sportgeschichte als neues Fach etablieren und betreute bis zu seinem Ruhestand insgesamt zehn Dissertationen. 1941 erhielt er den ersten Lehrstuhl für ältere Skigeschichte.
Mehl lehrte bis zu seiner Dienstenthebung auf Grund seiner Mitgliedschaft bei der NSDAP im August 1945 an der Universität Wien Sportgeschichte. Außerdem hatte er zwischen Frühjahrstrimester 1941 und Wintersemester 1944/45 an der Wiener Hochschule für Welthandel einen Lehrauftrag für „Sport und Touristik als Fremdenverkehrsfaktor“. Wegen seines späten Parteieintritts und seiner nicht konfliktfreien Beziehung zu Berlin wird Mehl als minder belastet eingestuft und im Oktober 1948 mit der Pension eines Gymnasiallehrers in den Ruhestand versetzt.
Erst im Jahr 1957 gelang es ihm, im Alter von 67 Jahren die akademische Lehrbefugnis wieder zu erlangen. Kurz vor seinem 75. Geburtstag kam es an der Universität Wien zu einem politischen Eklat, da Mehl auf der Bücherliste für Studenten als Pflichtliteratur auch Bücher von ihm aus den 1930er-Jahren führte, welche politisch dem nationalsozialistischen Gedankengut zuzurechnende Formulierungen enthielten („Grundriss des deutschen Turnens“).
Mit dem Erreichen der Altersgrenze von 75 Jahren erlosch die Lehrbefugnis und Mehl wurde emeritiert. Er selbst sieht in dem fokussierten Bezug auf die Buchzitate aus den 1930er-Jahren eine politische Intrige gegen ihn und vermacht in der Folge seine umfangreiche sporthistorische Bibliothek der Deutschen Sporthochschule Köln und nicht der Universität Wien.

## Wissenschaftliche Einordnung
Mehl war einer der wichtigsten Sportwissenschafter in Österreich im 20. Jahrhundert. Seine Spezialgebiete waren die Geschichte des Sport allgemein und, im Speziellen, die Entwicklung des alpinen Schilaufs. Mit Mathias Zdarsky (1856–1940) verband ihm eine langjährige persönliche Bekanntschaft und er verfasste unter anderem die Festschrift zu Zdarskys 80. Geburtstag im Jahr 1936 sowie zahlreiche Artikel über die Entwicklung des alpinen Schilaufs und Mathias Zdarsky.

## Sprachwissenschaftliche Forschungen
Von 1949 bis 1954 war Erwin Mehl stellvertretender Obmann sowie von 1954 bis 1984 Obmann und Schriftleiter des 1949 gegründeten Vereins Muttersprache (Zweig Wien), des Nachfolgevereins des Allgemeinen Deutschen Sprachvereins. Seine Tätigkeit beim Verein Muttersprache umfasst unter anderem die Aufarbeitung des Werkes von Joseph von Hammer-Purgstall und Josef Weinheber. Er stand in wissenschaftlicher Korrespondenz mit Fridtjof Nansen.

## Zeit des Nationalsozialismus
Laut dem Verband der Lehrer/innen Österreichs für Bewegung und Sport gilt Erwin Mehl als völkischer Ideologe, der die nationalsozialistische Radikalisierung des Deutschen Turnerbundes mit einleitete. Nach aktuellem Wissensstand war er in der Zeit des Nationalsozialismus – neben seinen Vorgesetzten Karl Schindl und Erich Klinge – im Bereich der Sportwissenschaft eine zentrale Person und hielt ab dem Wintersemester 1943/44 auch eine zweistündige Lehrveranstaltung mit der Bezeichnung „Rasse und Leibeserziehung“. In einer Magisterarbeit am Institut für Sportwissenschaft der Universität Wien sowie in  wurde das Wirken von Mehl während des 2. Weltkriegs umfassend aufgearbeitet und bewertet.
Der Verein Muttersprache verlegte 1978 Mehls Würdigung des national gesinnten „Turnvaters“ Jahn. In demselben Jahr war Mehl auch Unterzeichner des Aufrufs der rechtsextremen Deutschen National-Zeitung für eine Generalamnestie der NS-Verbrechen.

## Publikationen
- Erwin Mehl: Schwimmen, Tauchen und Wasserspringen: ein Leitfaden für den Betrieb in Schule und Verein mit bes. Berücks. der Turnvereine. 1922.
- Knud Anton Knudsen, Karl Gaulhofer, Erwin Mehl: Lehrbuch des dänischen Turnens. Deutscher Verlag für Jugend und Volk, Wien / Leipzig / New York 1924.
- Erwin Mehl: Antike Schwimmkunst. Verlag Ernst Heimeran, München 1927.
- Erwin Mehl: Die Bedeutung des Schwimmens für die körperliche Erziehung. Lichtbildvortrag/Aussig 1928. Verlag Deutscher Hauptausschuss für Leibesübungen, 1928.
- Erwin Mehl: Grundriss des deutschen Turnens, 2. Auflage, Verlag Warenstelle des Deutschen Turnerbundes GmbH, Wien 1930 (1. Auflage 1923)
- Erwin Mehl (Hrsg.): Zdarsky. Festschrift zum 80. Geburtstag des Begründers der alpinen Skifahrweise 25. Februar 1936. Ein Beitrag zur Geschichte und Lehre des Alpenschneelaufens. Verlag für Jugend und Volk, Wien 1936.
- Kurt Wießner, Erwin Mehl, Johannes Müllner: Natürlicher Schwimmunterricht, 4. Auflage, Verlag für Jugend und Volk, Wien 1950 (1. Auflage Österreichischer Bundesverlag 1929)
- Erwin Mehl, Joseph von Hammer-Purgstall: Hammer-Purgstall in Klosterneuburg-Weidling. 1959.
- Erwin Mehl, Jahn Rudolf: Zur Weltgeschichte der Leibesübungen. Festgabe für Erwin Mehl zum 70. Geburtstag, 1960.
- Rudolf Jahn (Hrsg.): Erwin Mehl: Von der Steinzeit zur Gegenwart. Turngeschichtliche Aufsätze aus vier Jahrzehnten (1920–1960). Limpert Verlag, Frankfurt/Wien 1961.
- Erwin Mehl: Grundriss der Weltgeschichte des Schifahrens – Von der Steinzeit bis zum Beginn der schigeschichtlichen Neuzeit (1860): Beiträge zur Lehre und Forschung der Leibeserziehung, Band 10. Verlag Karl Hofmann, Schorndorf bei Stuttgart 1964.
- Erwin Mehl, Josef Nadler, Hedwig Weinheber: Josef Weinheber und die Sprache. 1968.
- Erwin Mehl: Mathias Zdarsky (1856–1940) in Lilienfeld-Marktl: Lilienfeld als Wiege der alpinen Schifahrtechnik und des Torlaufes, hier erfand Zdarsky sein lebensrettendes Zelt.
- Erwin Mehl: Jahn als Spracherzieher. Zum 200. Geburtstag des Turnvaters (= Wissenschaftliche Schriftenreihe Muttersprache. Heft 9). Eigenverlag des Vereins Muttersprache, Wien 1978.